# Sauron
Pour les articles homonymes, voir Sauron (homonymie).
Sauron est un personnage de fiction issu du légendaire (legendarium en anglais) de la Terre du Milieu, créé par l'écrivain britannique J. R. R. Tolkien.
Maia corrompu par le Vala Morgoth, il est l'instigateur de la création des anneaux de pouvoir. Il donne son titre au plus célèbre roman de l'auteur, Le Seigneur des anneaux, dans lequel il cherche à tout prix à retrouver l'Anneau unique, qui gouverne tous les autres anneaux, aidé de ses neuf terribles serviteurs, les Nazgûl.

## Étymologie et autres noms
Tolkien décrit la signification du nom quenyarin Sauron dans les brouillons d’une lettre de 1967 : il est issu d'une forme plus ancienne, *θaurond-, qui dérive de l'adjectif θaurā, « détestable » (base √THAW). Dans la même lettre, Tolkien nie tout lien entre le nom de Sauron et le grec σαύρα, « lézard ».
On connaît d'autres noms de Sauron. Il est appelé Gorthaur le Cruel dans la Valaquenta, et se donne plusieurs noms quenyarins au Second Âge, lorsqu'il tâche de séduire les forgerons elfes d'Eregion : Annatar (« le Dispensateur »), Artano (« Grand forgeron ») et Aulendil (« Dévoué à Aulë »). En adûnaic, la langue des hommes de Númenor, il est appelé Zigûr (« magicien »). Dans Le Hobbit, il n'apparaît que sous le nom de Nécromancien (the Necromancer).

## Histoire

### Au Premier Âge

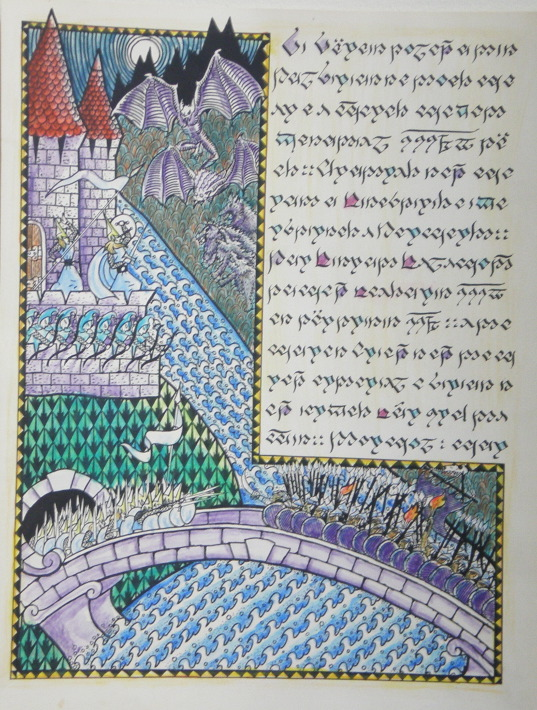
La chute de Minas Tirith (Beleriand).

Sauron est à l'origine un Maia au service d'Aulë, le Vala forgeron. Il est alors connu sous le nom de Mairon l'Admirable. Corrompu par Morgoth (le Vala Melkor à l'origine), il devient son premier serviteur. Il est alors le gardien de la forteresse d'Angband. Après la première chute de Morgoth, qui est capturé et envoyé en prison en Valinor, Sauron parvient à échapper à l'armée des Valar et demeure en Terre du Milieu, préparant Angband pour le retour de son maître et, selon un texte tardif (divergeant de la version publiée dans le Silmarillion), crée les premiers Orques à partir d'Hommes capturés (dans le texte du Silmarillion, Melkor les crée à partir d'Elfes dénaturés).
Au Premier Âge, Sauron dispose encore de tous ses pouvoirs de Maia : il peut changer de forme à volonté et a un grand pouvoir sur l'esprit des autres. Il est dépeint comme un personnage très beau et très séduisant, ce qui lui permet de tromper plus facilement les Elfes et les Hommes.
Il rejoint son maître à Angband quand celui-ci revient de Valinor avec les Silmarils volés à Fëanor. Après la bataille de la Flamme subite Dagor Bragollach qui voit la déroute du siège d'Angband par les Noldor et les Edain, Sauron s'empare de la forteresse de Minas Tirith édifiée par Finrod (à ne pas confondre avec Minas Tirith, anciennement Minas Anor, la deuxième capitale du Gondor au Troisième Âge), qui commande la haute vallée du Sirion. L'île de Tol Sirion, sur laquelle se dresse Minas Tirith, est renommée Tol-in-Gauroth, « l'île des Loups-Garous ».
Quelques années plus tard, Sauron anéantit les derniers résistants humains du Dorthonion grâce à la trahison de Gorlim. Seul Beren, fils de Barahir, en réchappe mais Sauron parvient à le capturer quelques années plus tard alors qu'il est en route vers Angband avec quelques compagnons, dont le roi elfe Finrod Felagund. Sauron vainc Finrod dans un duel magique puis tue tous les autres un par un. Beren est sauvé in extremis par l'intervention de Lúthien et du chien Huan. Le grand chien de chasse originaire de Valinor triomphe de Sauron, qui a pris la forme d'un loup-garou, et le force à s'enfuir.

### Au Deuxième Âge
Après la défaite finale de Morgoth lors de la guerre de la Grande Colère, Sauron fait acte de contrition devant Eönwë, le Maia qui commandait l’armée des Valar venus assaillir Angband. Le repentir de Sauron semble sincère et il est prêt à faire pénitence de ses actes passés. Eönwë, obéissant aux ordres de Manwë (qui voulait juger Sauron pour ses crimes), ordonne à Sauron de se rendre en Valinor pour y recevoir la sentence des Valar. Mais, craignant leur colère, celui-ci préfère s'enfuir et retombe peu de temps après sous l'emprise du mal.

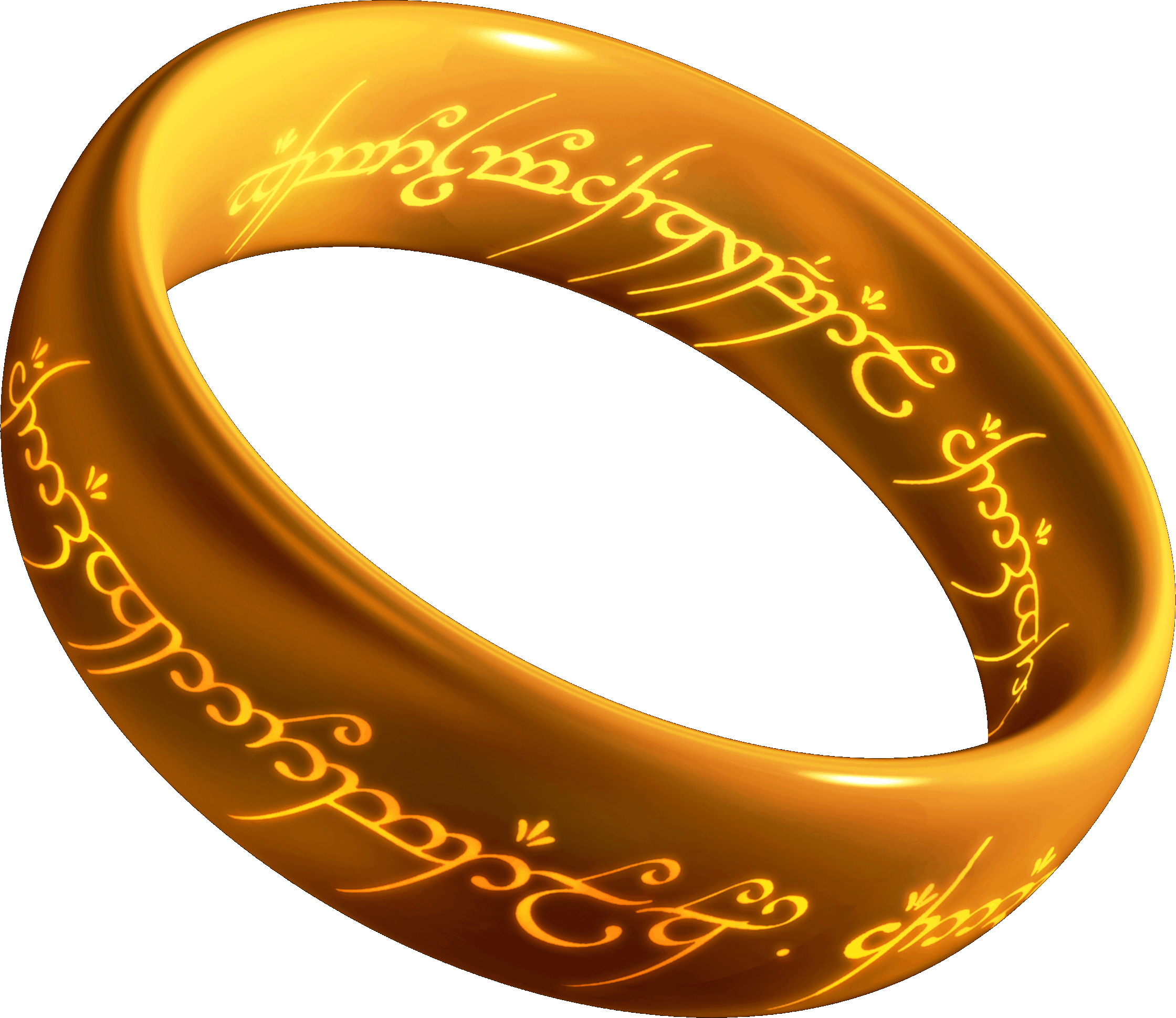
L’Anneau unique.

Sauron s’installe ensuite au Mordor, un pays cerné de montagnes qu’il transforme en une terre d’effroi et de ténèbres, et entame la construction de Barad-dûr, sa sombre et puissante forteresse. Prenant une belle apparence, il séduit les Elfes d’Eregion sous le nom d’Annatar (en quenya, « le Dispensateur »). Sous sa direction et ses conseils, les Elfes d'Eregion deviennent de remarquables forgerons et créent les Anneaux de Pouvoir, Sauron espérant avec ceux-ci dominer les Elfes, les Hommes et les Nains. Il forge en secret l’Anneau unique pour lui-même, en y infusant une grande partie de son pouvoir, ce qui lui permettra de dominer les autres anneaux de Pouvoir. Cependant, il ne prend pas part à la création des trois anneaux des Elfes, Narya, Nenya et Vilya, ce qui le pousse à les désirer plus que tout autres, car ils sont les plus puissants, hormis l’Unique. Vers la même période (vers 1600 S. Â., « l’année terrible ») s’achève la construction de Barad-dûr. Lorsque Sauron passe l’Unique à son doigt, l'Elfe Celebrimbor en est alerté et découvre sa trahison. Les elfes portant les Trois anneaux elfiques prennent peur et les cachent. Sauron, désirant s'en emparer, déclenche une guerre contre les elfes, qui aboutit 90 ans plus tard à la destruction de l’Eregion. Il récupère la majeure partie des Anneaux les plus puissants, avant d'en distribuer sept aux Nains et neuf aux Hommes (les hommes porteurs des anneaux deviendront les Nazgûl, les plus fidèles et terribles serviteurs de Sauron). Toutefois, il ne peut découvrir la cachette des Trois. Peu après la chute de l’Eregion, Sauron est mis en déroute par l'armée de Gil-galad, le Haut-Roi des Noldor, aidé par une armada des Hommes venus de Númenor.

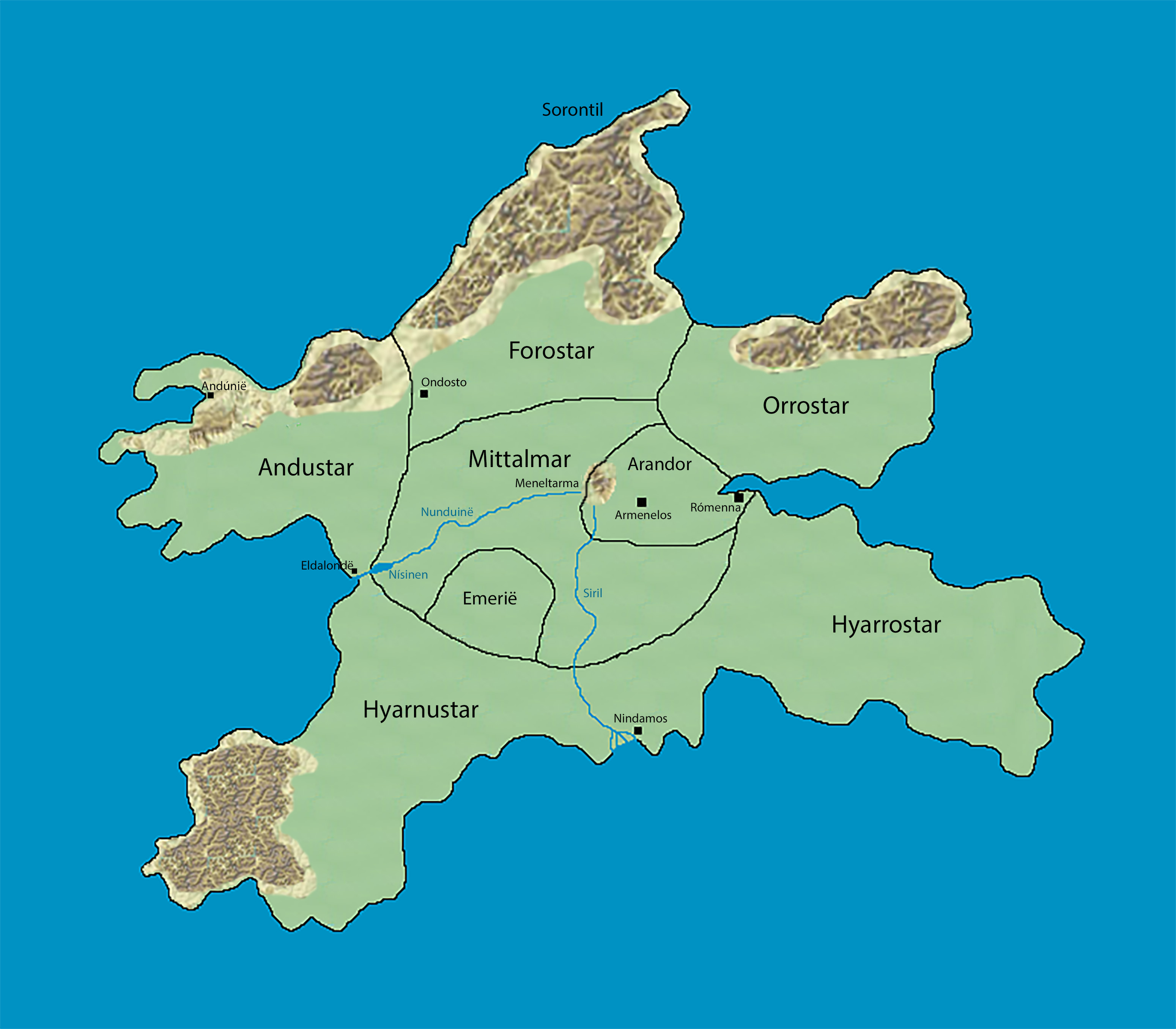
Royaume de Númenor dont Sauron provoqua la chute.

Sauron se révèle alors ouvertement, rassemblant autour de lui les Orques et les autres créatures de Morgoth. Après avoir pris le titre de Roi des Hommes, il subit la colère des Númenoréens : Ar-Pharazôn, le puissant roi de Númenor, mis au défi par les prétentions de Sauron, débarque en Terre du Milieu à la tête d’une grande armée pour le soumettre. Avec malice, Sauron se présente seul et désarmé devant le roi et semble capituler face à sa puissance. Capturé et emmené à Númenor, Sauron s’insinue dans les bonnes grâces du roi et profite de son orgueil et de son désir d’immortalité pour le persuader de lancer un assaut contre Valinor, lui faisant croire qu'il est de taille. Sauron pense ainsi se débarrasser de la présence de Númenor en Terre du Milieu, car il sait bien qu’une attaque contre les Valar est pure folie ; de plus, il espère qu’un tel acte d’ingratitude contre eux détournera les Valar du devenir de la Terre du Milieu, et qu’ainsi il pourra asseoir sa domination sans interférence extérieure.
Lorsque l’armada d’Ar-Pharazôn débarque sur les plages de Valinor, Ilúvatar, la Divinité Suprême, intervient à la demande de Manwë et provoque un cataclysme qui engloutit l’île de Númenor au fond de l’océan, et sépare à tout jamais Valinor de la Terre des mortels. Le corps matériel de Sauron est détruit lors de la submersion de l'île, mais son esprit retourne après un certain laps de temps en Mordor, désormais incapable de revêtir une belle apparence pour séduire les Hommes et les Elfes.
Après avoir réuni ses forces, Sauron attaque le royaume du Gondor, fondé par les exilés Númenóréens, mais il est finalement défait à la bataille de Dagorlad par les armées de la Dernière Alliance des Elfes et des Hommes. S’ensuit le siège de Barad-dûr, qui dure sept ans et qui se termine lors d’une sortie en masse des forces ténébreuses, menées par Sauron lui-même. Ensemble, Gil-galad et Elendil parviennent à l’acculer mais meurent dans l’action, et c’est Isildur, le fils d’Elendil, qui l’anéantit en lui coupant le doigt qui portait l’Anneau unique.

### Au Troisième Âge
Sauron, qui avait mis dans l'Anneau unique une grande partie de ses pouvoirs de Maia, les perd lorsque Isildur s'empare de l'anneau. Très affaibli et incapable de retrouver une apparence physique, il se réfugie dans l’Est de la Terre du Milieu. Il réapparaît incognito vers 1000 T. Â. à Dol Guldur, au sud de la Forêt Noire. Alors connu sous le nom de « Nécromancien », ce n’est que plus d’un millénaire plus tard que Gandalf découvre qu’il ne s’agit pas, comme on le croyait, d’un simple Nazgûl.
Entre-temps, Sauron s'emploie à harceler les royaumes libres des Hommes et envoie dans le nord le chef des Nazgûl, le Roi-Sorcier d'Angmar, anéantir les royaumes des Dúnedain du Nord, tâche qu’il mène à bien en détruisant l'Arthedain en 1974 T. Â. Sauron envoie ensuite ses Nazgûl au sud pour s'emparer de Minas Ithil, ce qui lui permet d’entrer en possession d'un palantír. Lorsque le Conseil Blanc attaque Dol Guldur, sur l'avis de Gandalf et avec l'accord de Saruman (2941 T.A), Sauron quitte son refuge dans une retraite préparée depuis longtemps et retourne en Mordor, qu'il fortifie. Il en profite pour rebâtir sa forteresse de Barad-dûr (en 2953) et se révèle ouvertement.
Durant la fin du Troisième Âge, toutes les actions de Sauron tendent vers un seul but : récupérer l’Anneau unique, qui lui permettrait de recouvrer l’intégralité de ses pouvoirs. Peu de temps après la découverte de l’Unique par Bilbon Sacquet, Sauron en est informé de la bouche de Gollum, capturé et torturé en Mordor. Il lance alors ses Nazgûl à la recherche du nouveau porteur de l’Anneau, Frodon Sacquet tandis que celui-ci entame son long périple avec la Communauté de l'Anneau pour détruire l’objet maléfique.
Sauron, après avoir reconstitué ses armées et redoutant d'être attaqué, précipite la guerre contre les peuples libres de la Terre du Milieu, en assaillant avec ses troupes le Gondor et en ordonnant à Saruman, devenu son allié, d’envahir simultanément le Rohan. Il est près de réussir, mais est finalement mis en échec par les actions de Gandalf et d'Aragorn, ce dernier se proclamant alors ouvertement comme l’héritier d’Isildur, chef des Dúnedain et prétendant au trône d’Arnor et de Gondor. Sauron, désireux d’écraser ses ennemis au plus tôt, envoie avec empressement une immense armée forte de 20 000 orques épaulée de ses alliés Haradrim pour assiéger et prendre Minas Tirith. Après un début de siège victorieux, il est mis en échec par les forces combinées du roi Théoden, venues du Rohan et celles d'Aragorn, arrivant du sud à la tête des soldats du Lebennin, et essuie une défaite cinglante lors de la bataille des Champs du Pelennor, qui voit la victoire inespérée des peuples de l'Ouest et la mort du Capitaine de Sauron, le chef des Nazgûl. Cependant, Sauron dispose encore en Mordor de grandes forces en réserve, bien supérieures en nombre à celles des peuples libres. Sa victoire finale ne semble être qu’une question de temps, d’autant plus que s’il parvenait à entrer en possession de l’Anneau Unique, rien ne pourrait plus lui résister.
Aragorn décide alors de créer une diversion pour permettre à Frodon d'atteindre plus facilement le mont Orodruin et détruire l’Anneau. Sauron, qui voit arriver la maigre armée que les peuples de l’Ouest ont réunie contre lui (environ sept mille hommes), en conclut qu’Aragorn possède l’Anneau et se croit invincible pour ainsi venir le défier à l’entrée de son royaume. Le Seigneur Ténébreux mobilise alors toutes ses forces, dans le seul but d’anéantir ses ennemis. L’affrontement a lieu au nord du Mordor, à la Porte Noire. Pendant ce temps, Frodon réussit à traverser au sud un Mordor quasiment désert, profitant du fait que les troupes de Sauron convergent toutes vers le nord et, avec l’aide involontaire de Gollum, accomplit finalement sa quête : il détruit l’Unique dans la fournaise de la Montagne du Destin, au moment même où l’armée des Capitaines de l’Ouest est sur le point d’être submergée par l'armée de Mordor. La destruction de l’Anneau a des conséquences immédiates sur Sauron, qui était lié à l'anneau intrinsèquement. Son corps matériel est définitivement détruit, ainsi que Barad-dûr, qui s'écroule lorsque l'Anneau unique disparaît.
Les Nazgûl périssent dans les flammes et les armées du Mordor, privées de leurs chefs pour les guider, se dispersent dans la confusion. L'esprit de Sauron « survit », mais il perd tous ses pouvoirs et en est réduit à hanter le Monde sous la forme d’un esprit faible et invisible, incapable de faire quoi que ce soit, sinon de ruminer sa défaite en attendant la fin du monde, où son maître Morgoth reviendra.

## Concept et création
Le personnage de Sauron a subi de nombreux changements depuis les premières versions du légendaire. L'un des premiers personnages précurseurs de Sauron est un chat géant et monstrueux, le Prince des Chats. Appelé Tevildo, Tifil et Tiberth parmi d'autres noms, ce personnage joue le rôle plus tard tenu par Sauron dans la plus ancienne version de l'histoire de Beren et Tinúviel, publiée dans Le Livre des contes perdus. Le Prince des Chats est plus tard remplacé par Thû, le Nécromancien. Le nom est ensuite changé en Gorthû, Sûr, et finalement Sauron. Gorthû, sous la forme Gorthaur est un nom présent dans le Silmarillion ; dans le Lai de Leithian, les deux noms Thû et Sauron sont appliqués au personnage.
L'histoire de Beren et Lúthien présente aussi le chien Huan et sous-entend un combat entre chiens et chats dans sa première version. Les chats furent ensuite transformés en loups ou en loups-garous, le personnage de Sauron devenant le Seigneur des Loups-garous.
Avant la publication du Silmarillion (1977), l'origine de Sauron et sa véritable identité étaient peu claires pour ceux qui n'avaient pas accès aux notes de Tolkien. Dans les premières éditions de The Complete Guide to Middle-earth de Robert Foster, Sauron est décrit comme « probablement un Elfe Eldar ». Cependant, certaines hypothèses étaient plus justes : dès 1967, W. H. Auden conjectura que Sauron devait être un Vala. Tolkien avait écrit en 1954 à Robert Murray que « [Sauron] était bien sûr un être « divin » […] un membre moindre du peuple des Valar », mais Auden n'avait pas connaissance de cette lettre.

## Caractéristiques
Bien qu'il soit le personnage-titre du Seigneur des Anneaux, Sauron est remarquable en ce qu'il n'apparaît jamais directement lors des événements de la trilogie. Il n'y a aucune description détaillée de lui, sauf dans des termes vagues.
Sauron est décrit comme capable de changer d'apparence, et a pris plusieurs formes, y compris celle d'un serpent, d'un vampire et d'un grand loup. Après la chute de Morgoth, Sauron apparaît sous une forme séduisante en tant qu' « Annatar », le Seigneur des Dons, et maintient cette apparence jusqu'à la Chute de Númenor, durant laquelle cette belle apparence est détruite et depuis il n'a jamais plus été capable de revêtir une forme agréable. L'Histoire de la Terre du Milieu comprend un passage décrivant (encore une fois, vaguement) comment les Númenoriens l'ont vu : « Sur ce navire qui a été jeté le plus haut et qui était sec sur une colline, il y avait un homme, mais plus grand que n'importe quel de la race de Númenor dans la stature... Et il semblait aux hommes que Sauron était admirable, bien qu'ils craignaient la lumière de ses yeux. Pour beaucoup, il semblait juste, à d'autres horrible. »
Quelques indices sont donnés quant à l'apparence de Sauron comme le Seigneur des Ténèbres, après avoir perdu sa capacité à prendre une forme agréable : Tolkien a décrit Sauron dans une de ses lettres comme ayant la forme d'un homme de taille supérieure à la taille humaine, mais pas gigantesque, et comme une image de malice et de haine rendue visible. Il a apparemment dégagé beaucoup de chaleur, de sorte que Gil-Galad a été brûlé à mort par son simple contact, et Isildur a décrit la main de Sauron comme étant noire, mais brûlant comme un feu, suggérant que son corps entier était noirci du feu et de la chaleur.[réf. souhaitée]
Gollum, ayant apparemment vu Sauron directement, l'a décrit comme ayant seulement quatre doigts sur sa main noire, suggérant que Sauron était incapable de régénérer son doigt coupé par Isildur lorsque celui-ci a pris l'Anneau Unique, semblable à la façon dont les blessures reçues par Morgoth de la part de Fingolfin n'ont jamais guéri.
En plus de son apparence physique, Sauron avait apparemment une aura de malveillance incroyable. Un passage le décrit comme ayant une « terrible présence » et des yeux redoutables. En outre, sa simple présence pourrait plier toutes les volontés, sauf les plus fortes.
En ce qui concerne la personnalité de Sauron, Tolkien a dit ceci dans ses lettres :

« Dans mon histoire, Sauron représente ce qui s’approche aussi près que possible de la volonté totalement malfaisante. Il a suivi le chemin de tous les tyrans : commençant bien, du moins dans le sens que, tout en souhaitant ordonner toute chose en fonction de son propre jugement, il prenait encore en compte, au début, le bien-être (économique) des autres habitants de la Terre. »

Mais Sauron est allé plus loin que tous les tyrans humains dans l'orgueil et la convoitise de la domination, étant à l'origine un esprit immortel (angélique). Sauron a voulu être un dieu-roi, et a été tenu par ses serviteurs, par une triple trahison :
1. en raison de son admiration de la force, il est devenu un disciple de Morgoth et est tombé avec lui dans les profondeurs du mal, devenant son principal agent dans la Terre du Milieu[11].
2. quand Morgoth fut vaincu par les Valar, il abandonna son allégeance ; mais par crainte seulement ; il ne s'est pas présenté aux Valar ou a demandé le pardon et est resté dans la Terre du Milieu[11].
3. quand il a trouvé combien sa connaissance était admirée par toutes les autres créatures rationnelles et combien il était facile de les influencer, sa fierté devint illimitée[14],[11].

Sauron était parmi les plus puissants des Maiar. À l'origine des gens d'Aulë, il a acquis une grande connaissance « scientifique » des substances du monde et comment les utiliser. Il conserverait cette connaissance tout au long de son mandat de Seigneur des Ténèbres dans la Terre du Milieu, en l'utilisant pour forger l'Anneau Unique et construire sa forteresse de Barad-dûr. Sauron semblait également lié principalement à l'utilisation du feu et, en tant que lieutenant-chef de Morgoth, sa capacité à exploiter les feux de terre était d'une grande valeur.
Parmi les principaux pouvoirs de Sauron se trouvaient la tromperie et le déguisement : au Premier Âge, Sauron a pris plusieurs formes. Sa bataille contre Lúthien et Huan lui permet de prendre pas moins de quatre formes distinctes : sa forme « normale », présumée être celle d'une sorte de terrible sorcier noir, un grand loup, un serpent et enfin un vampire. À la fin du Premier Âge, Sauron a pris une forme agréable pour faire appel au capitaine de l'armée des Valar, Eönwë, et demander un pardon. Au Second Âge, Sauron reprend cette forme séduisante et l'utilise sous l'alias d'« Annatar » pour tromper les Elfes en créant les anneaux de pouvoir. Le niveau de tromperie nécessaire pour abuser les elfes d'Eregion devait aller au-delà de simplement revêtir une apparence séduisante. Sauron instruisit littéralement les Elfes pour fabriquer des artefacts qui, tout en étant capables d'un grand bien, étaient finalement destinés à sa propre domination et étaient imprégnés de pouvoir pour arrêter l'ordre naturel du monde. Des siècles plus tard, Sauron a pu tromper les Númenóréens et les conduire directement à leur propre destruction sous les promesses de la vie éternelle. Une telle destruction est un témoignage de la nature manipulatrice de Sauron et sa capacité à tordre les perceptions de ses ennemis.
Une dichotomie intéressante est établie entre sa nature trompeuse et son symbole. Tout en apparaissant rarement personnellement et en trompant tout le monde sauf les plus méfiants, il se représentait comme un œil qui voyait tout et qui pourrait percer tous les déguisements. Conformément au thème de Tolkien sur le mal étant fini, gaspilleur et autodestructeur, les pouvoirs de Sauron diminuent graduellement au fil du temps. Après la chute de Númenor, il a été incapable de prendre une forme physique pendant de nombreuses années, puis est devenu un terrible Seigneur des Ténèbres. Après avoir perdu l'Anneau, il lui a fallu encore plus de temps pour retrouver sa forme physique, bien que lors de la Guerre de l'Anneau, il l'ait retrouvée,.
L'étendue, la nature et les spécificités du pouvoir de Sauron sont largement laissées à l'imagination. Comme son maître Morgoth, il était capable de modifier la substance physique du monde autour de lui par simple effort de volonté.
Pour comprendre les actes de Sauron, il faut garder à l'esprit que son seul but est l'ordre et la prospérité en Terre du Milieu. À l'origine il était forgeron des gens d'Aulë, il n'est donc pas concevable pour lui que la prospérité ainsi que la paix ne soient les fruits de l'ordre.
La seule période où il fut réellement mauvais était l'époque où il servait Melkor, il semble que sa rédemption du Deuxième Âge soit réelle et sincère bien que le débat soit encore d'actualité.

## Adaptations

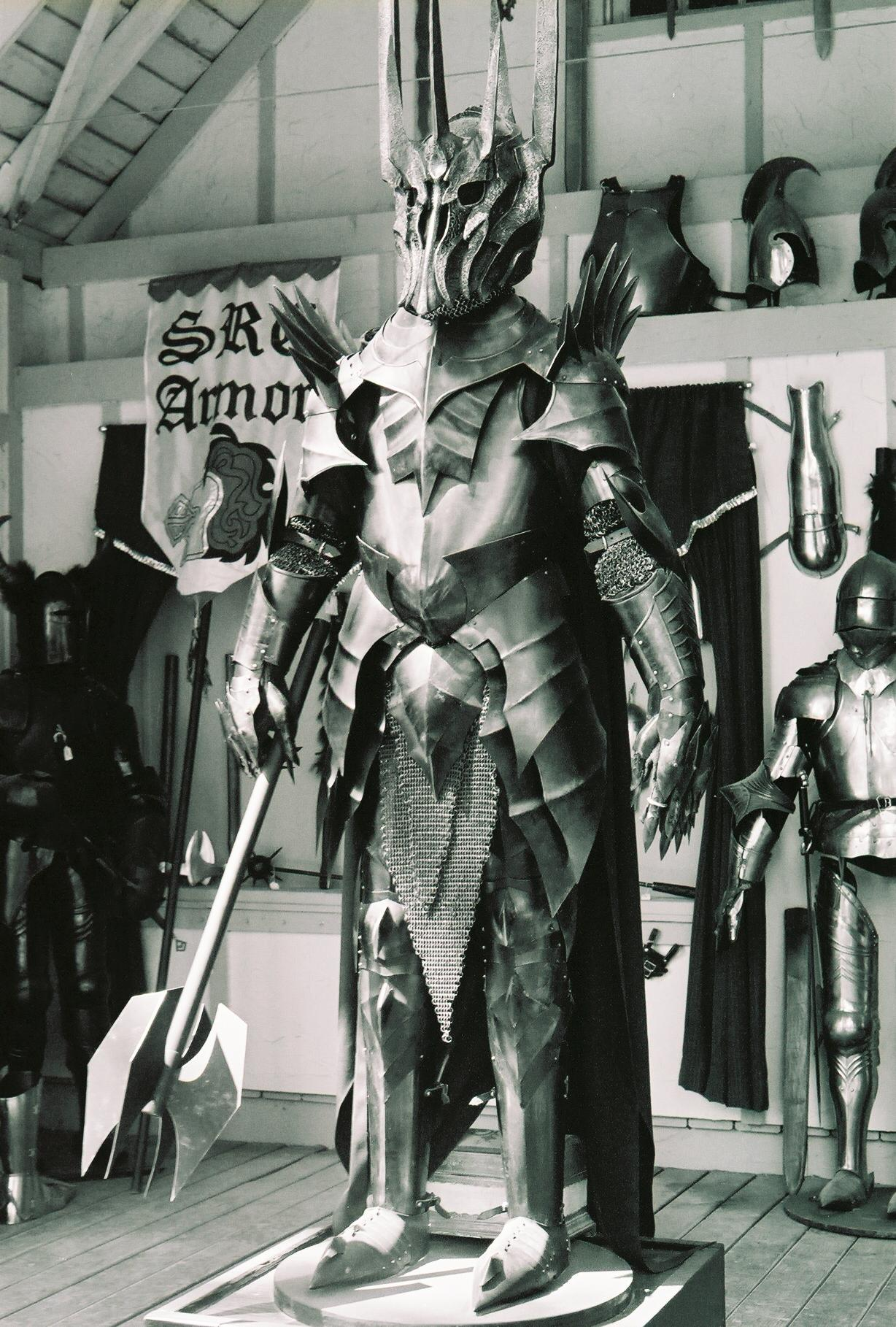
Armure de Sauron telle que revêtue par le personnage à la fin du Second Âge dans l'adaptation cinématographique de Peter Jackson.

Dans les versions filmées du Seigneur des anneaux, Sauron a été représenté tantôt comme une créature à forme humaine (comme dans le film d’animation de Ralph Bakshi de 1978 Le Seigneur des anneaux) et tantôt comme un œil dissocié de tout corps (comme dans The Return of the King de 1980), ou sous ces deux formes.
C’est cette dernière option qui est reprise dans la trilogie Le Seigneur des anneaux réalisée par Peter Jackson, sortie entre 2001 et 2003. Sauron y est représenté sous forme humaine lorsque l’Anneau est forgé et ainsi jusqu’à ce qu’il perde ce dernier, puis il est représenté sous la forme limitée d’un œil de flamme dissocié de tout corps dans le reste de l’histoire.
Cependant, le film de 1978 et celui de 2001 contiennent tous les deux un prologue montrant la forge des Anneaux de pouvoir, il n’est pas fait mention de la guerre des Elfes et de Sauron et les films reprennent de manière brusque à la Dernière Alliance des Elfes et des Hommes. Dans les deux adaptations, Sauron n’a pas la forme d’Annatar qu’il avait revêtue lorsqu’il avait forgé l’Anneau unique mais plutôt celle reflétant son identité de Seigneur des Ténèbres puis il est battu par Isildur seul.
Dans la trilogie de Jackson, Sauron est représenté à l’origine sous la forme d’un un humain de grande taille entièrement recouvert d'une armure dissimulant son apparence et maniant une énorme masse noire (c’est une réminiscence des descriptions de Tolkien tout comme celle des illustrations de Morgoth faites par John Howe) ; il est représenté sous cette forme par Sala Baker. Sauron perd ce corps après qu’Isildur lui coupe le doigt porteur de l'Anneau avec un tronçon de Narsil. Dans cette version, le Seigneur des Ténèbres semble être plus ou moins indemne jusqu’à ce qu’il perde son anneau puisqu’à ce moment, son corps se désintègre en explosant. Après sa défaite, il est représenté sous la forme d’un œil, faisant office de corps.
Plus tard dans le premier film, Saroumane fait remarquer à Gandalf que Sauron ne peut pas encore prendre de forme physique, sous-entendant que l’Œil enflammé de Sauron est son esprit dénué de corps. Cet œil domine Barad-dûr. Dans le livre, Sauron est à l’intérieur de la tour, épiant à travers « la fenêtre de l’Œil dans sa forteresse habillée d’ombre ». La forme humanoïde de Sauron apparaît une dernière fois lorsque Aragorn regarde dans le palantír dans la version longue du Retour du roi.
Dans les interviews, Jackson fait sans cesse référence à Sauron comme étant « juste un globe oculaire géant et flottant ». Dans le livre, même si certains interprètent le texte comme disant que l’Œil existe physiquement, il n’est toutefois pas clairement indiqué s’il est oui ou non dissocié de tout corps.
Pippin fait une brève et terrifiante rencontre avec l’Œil après avoir regardé dans le palantír d’Orthanc.
Dans les premières versions du script de Jackson, Sauron aurait dû venir relever le défi d’Aragorn et se battre avec lui comme le montre ce qui a été publié dans la version longue en DVD du troisième film. Les scènes de combat ont été tournées mais, plus tard, cette idée a été abandonnée et remplacée par une scène présente dans la version longue, où Aragorn tue la Bouche de Sauron avant de combattre un troll du Mordor. En effet, le film de la bataille avec le troll est le même que celui du combat d’Aragorn contre Sauron avec le troll incrusté sur Sauron, comme on peut le voir dans les bonus du DVD.
Il a également été envisagé, comme le montrent les bonus de la version longue du Retour du Roi, de le faire apparaitre sous sa forme elfique, lors de la bataille de la Porte Noire. Le seul élément restant de cette idée est l'éblouissement d'Aragorn et des hommes de l'Ouest au début de la bataille, par l'Œil, œil qui devait donc être Sauron sous sa forme d'Annatar avec un halo lumineux autour de lui.
Sauron apparaît dans les produits dérivés des films de Jackson comme les jeux vidéo La Bataille pour la Terre du milieu II, Le Seigneur des Anneaux : Tactics, Le Seigneur des Anneaux : Le Tiers-Âge et Le Seigneur des Anneaux : l’Âge des conquêtes.
C’est un des personnages avec lesquels on peut jouer dans le jeu de plateau Le Seigneur des anneaux publié par Games Workshop. C'est également un personnage récurrent du jeu vidéo La Terre du Milieu : L'Ombre du Mordor, dans lequel on le voit en tant qu'elfe lors de flash-backs. Il s'agit d'ailleurs de la seule adaptation le montrant sous sa forme d'elfe, et non sous sa terrifiante apparence par la suite.
Dans le second volet du jeu, nommé La Terre du Milieu : L'Ombre de la guerre, Sauron réapparaît sous trois formes différentes : dans la vidéo introductive Sauron arbore une forme physique, revêtu d'une armure lourde (la même que dans le premier opus). Au cours du jeu, des flash-back illustrant la distribution des 9 anneaux de pouvoirs, le montre sous sa forme Elfique. Il est également un antagoniste sous cette image, à la nuance près qu'il ne s'agit désormais que de son esprit. À l'issue de ce combat, Sauron prend la forme connue de l'Œil, avec une spécificité notoire ; L'Œil alterne entre une couleur bleu, et la couleur de feu, représentant la lutte entre les esprits de Sauron et de Celebrimbor, qui ont fusionné. Toutefois, cette version de Sauron diverge avec les livres, et n'est pas canonique.
Il apparaît sous le nom d'Halbrand dans la série Le Seigneur des anneaux : Les Anneaux de pouvoir.